# يوجين كولين
يوجين كولين هو سياسي كندي، ولد في 7 أغسطس 1905، وتوفي في 9 يوليو 1995.